# Hibbertia dentata
Espèce
Classification phylogénétique
Hibbertia dentata est un arbuste ornemental de la famille des Dilleniaceae.
On le trouve dans les bois dans l'Est de l'Australie, sous forme de liane rampante avec des branches de 2 m de long. Les feuilles rappellent les feuilles de vigne avec plusieurs petites «dents» sur les bords et les fleurs d'un jaune vif apparaissent au début du printemps.
C'est une plante facile à cultiver et supportant mieux l'ombre que Hibbertia scandens largement cultivé.